# Tecnobrega
O tecnobrega é um gênero musical brasileiro que surgiu na cidade de Belém do Pará, no final da Década 90 e inicio da década de 2000, como uma evolução do Brega tradicional. Ele é caracterizado pelo uso de instrumentos eletrônicos, sintetizadores e batidas dançantes que combinam influências da musica regional e global. O tecnobrega tornou-se popular principalmente através das festas chamadas "aparelhagens" onde DJs e equipamentos de som de alta potência animam multidões. Por sua vez, o tecnomelody é uma  vertente mais recente do tecnobrega, com uma abordagem focada em vocais melódicos, uso intenso de autotune e uma sonoridade mais próxima do pop eletrônico. Essa transformação foi impulsionada pela introdução de música eletrônica e música pop, que modernizaram o som característico do brega. Além da mistura dos gêneros regionais paraenses, como o calypso, carimbó e a lambada.

### Tecnobrega
Surge como uma vertente do brega tradicional, incorporado elementos para modernizar o som. É caracterizado por batidas eletrônicas marcantes e melodias que misturam instrumentos tradicionais e regionais com sintetizadores. Artistas como Tonny Brasil, Gaby Amarantos e os DJ's de Aparelhagem, são vistos como artistas decisivos para a consolidação e popularização do gênero. Artista e bandas brasileiras como Pabllo Vittar, Banda Uó e Manu Bahtidão ajudaram a alavancar a cena do Tecnobrega para além da Região Norte do Brasil. Uma das características do Tecnobrega era o uso de tecnologia acessível e muitas vezes improvisada. Isso inclui teclados eletrônicos simples, caixas de ritmo e sistemas de som de baixo custo. 
Os shows de tecnobrega são conhecidos por suas performances teatrais extravagantes e coreografias elaboradas. Os artistas muitas vezes se vestem de maneira exuberante e usam adereços chamativos para criar um espetáculo visual emocionante.

### Tecnomelody
É uma evolução mais recente do tecnobrega, com o foco maior em vocais melódicos, uso de autotune e uma pegada mais eletrônica pop. Os shows são uma mistura cultural e eletrônica, tornando o audiovisual mais sofisticado e chamativo. Sem apoio de gravadoras, teve maior impacto de expansão com as festas de Aparelhagem, gravações independentes e a distribuição de CD's feitas por camelôs que ajudavam a propagar as musicas mais tocadas nas festas. Bandas e artistas, como Viviane Batidão, Banda Ravelly, Gang do Eletro e Banda Dejavu ajudaram a consolidar o tecnomelody com produções e efeitos visuais mais elaborados, levando o gênero a festivais nacionais e até colaborações internacionais. A Banda Ravelly e a Banda Dejavu foram envolvidas em uma polêmica no inicio de suas carreiras devido a acusações de plágio e apropriação de repertório.  

### Festas de aparelhagem
O mercado do tecnomelody gira em torno das festas de aparelhagens (festas com um sistema de som no formato de paredão sonoro que lembram a radióla e a rave), que contam com modernos equipamentos de som, iluminação e efeitos visuais. As festas também servem como plataforma de difusão de novas músicas e possíveis sucessos - DJs recebem discos dos produtores e tocam as novas canções. Quando uma música ou um artista se torna um sucesso em uma festa de aparelhagem, a divulgação no mercado aumenta através da reprodução não-autorizada dos discos, que se tornou cultural na expansão do Tecnobrega por falta de Apoio das Gravadoras. A maioria dos artistas do mercado do tecnobrega e do tecnomelody, apoiam essa reprodução fonográfica informal ("pirataria do bem") devido ao aumento da publicidade e ao baixo valor, permitindo que as musicas se espalhem rapidamente sem a necessidade de grandes gravadoras. As festas de aparelhagem são mais do que eventos musicais, são espaços de socialização e de fortalecimento da cultura periférica. O público se reúne em massa, para dançar e celebrar a musica local, transformando essas festas em verdadeiros espetáculos culturais. No estado do Pará, as festas de aparelhagem são conhecidas como "Rock", ou Simplesmente "Rock Doido". Rock doido ou Rock é utilizado para festas de aparelhagem, onde o principal gênero tocado é o Tecnomelody. Diferente das festas de aparelhagem que tocam as chamadas "Marcantes" que foram musicas que fizeram parte da cultura periférica e foram pioneiras na evolução do tecnobrega no Pará. O tecnomelody é o novo pop do Brasil. Em 2024 o DJ brasileiro Alok, impressionou a Amazonia com o palco em 360 graus e sua estrutura em pirâmide de 30 metros, o show contou também com um show de drones. O show fez parte da contagem regressiva para a Cop30, que pela primeira vez, será sediada por uma cidade amazônica. No show, que foi transmitido para o Brasil e para o Mundo, o público conheceu o que é as festas de aparelhagem e o famoso "Rock doido". 

### Legados do brega
Em Belém do Pará, o brega é mais do que um gênero musical; é uma expressão cultural que mistura ritmos populares com histórias e estilos locais, consolidando-se como um símbolo da identidade paraense. Originado como uma vertente musical simples e romântica nos anos 1960 e 1970, o brega inicialmente utilizava letras sobre temas cotidianos e relacionamentos.
Foi base no processo de criação, ao longo dos anos, do Tecnobrega transformando-se em um fenômeno cultural com forte apelo popular.
A cidade de Belém foi o palco central para a disseminação do brega. Casas de shows, festas de aparelhagem e pontos turísticos, como o Ver-o-Peso, serviram como espaços para a interação entre o público e os artistas. A estética do gênero é marcada por uma mistura de romantismo exagerado, figurinos ousados e uma conexão direta com o público. Isso fez do brega um estilo envolvente, que rompeu as fronteiras regionais e ganhou notoriedade em eventos como a abertura das Olimpíadas de 2016. Nos anos 2000, movimentos como o tecnobrega, impulsionados por bandas e DJs paraenses, renovaram o interesse pelo gênero, destacando a capacidade do brega de se adaptar às novas tecnologias e tendências. 
Essa modernização consolidou Belém como o berço do ritmo, valorizando tanto a produção local quanto a expressão artística de seus habitantes .
Os primeiros passos do brega no Pará ocorreram na década de 1960, que atualmente cujos cantores são chamados de flashbrega.

## História
Os primeiros passos do brega no estado do Pará ocorreu na década de 1960 (onde foi reintroduzido na década de 1980 e reconhecido como patrimônio cultural estadual em 2021) foram dados por artistas como: Teddy Max, Mauro Cotta, Juca Medalha, Frankito Lopes e, Luiz Guilherme, que atualmente são enquadrados na "vertente" do brega paraense chamado flashbrega.

### Década de 2000

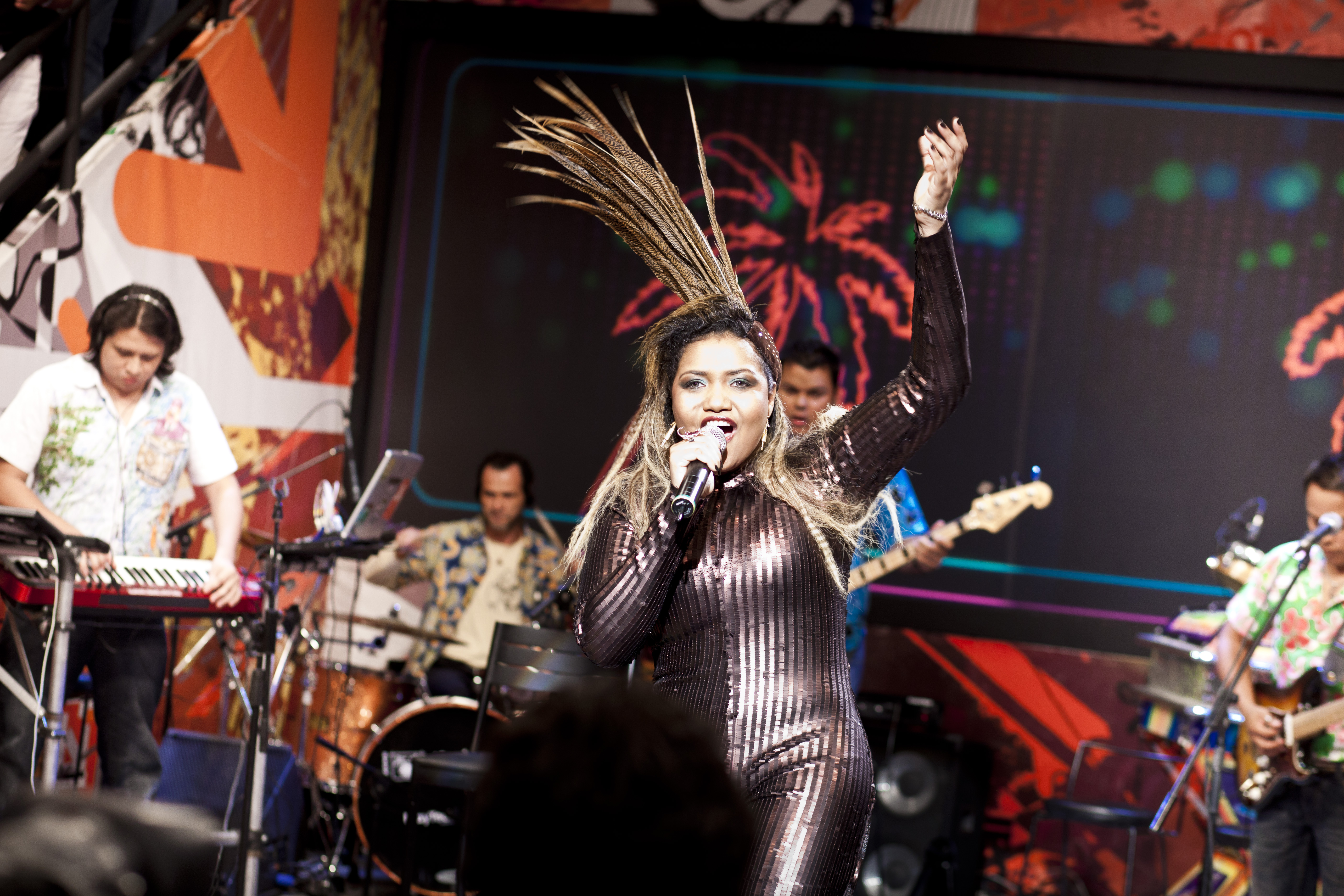
Gaby Amarantos foi a pioneira do gênero ainda como líder da Banda Tecno Show, em 2002

Em 2002 a banda paraense Tecno Show, liderada por Gaby Amarantos, decidiu se aventurar a misturar os tradicional carimbó e calypso – também conhecido como brega pop – realizado na região Norte naquele momento com gêneros musicais internacionais que dominavam as rádios e as festas, como música pop, música eletrônica e forró eletrônico. A mistura entre o que era bem visto e sofisticado com o que era considerado "brega" e regional foi intitulado como tecnobrega. Nas músicas, eles passaram a mesclar riffs acelerados de guitarra da música brega tradicional com batidas eletrônicas e arranjos criados por programas de computadores, o que foi considerado como uma ruptura no mercado fonográfico paraense da época. 
As temáticas das músicas, apesar de em geral serem românticas, possuem grande amplitude, podendo ter desde cunho humorístico até feministas. Com o sucesso do gênero, outras bandas surgiram dentro dele ou passaram a aderi-lo, incluindo Ravelly, Viviane Batidão, Xeiro Verde e Eletro Batidão, ganhando amplitude nacional. Em 2009 a Banda Djavú, apesar de ter surgido na Bahia, se tornou conhecida como um expoente do gênero no sul e sudeste do país, repercutindo nas rádios e programas de televisão com canções como "Me Libera" e "Não Desligue o Telefone". Apesar de ter disseminado o tecnobrega pelo resto do país, a banda foi acusada de não fazer parte do movimento e plagiar as bandas já conhecidas no Pará, utilizando o gênero para lucrar sem ter a representatividade da cultura paraense.

### Década de 2010

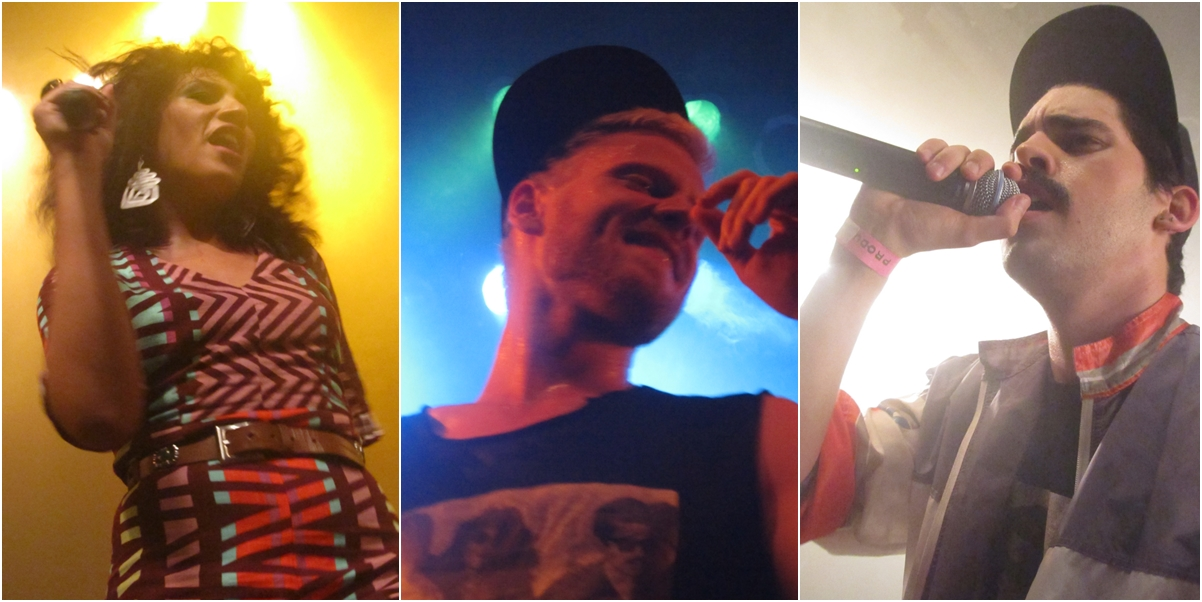
A Banda Uó ajudou a popularizar o gênero a partir de 2011

Em 2010, Gaby Amarantos já em carreira solo e com apelido de "Beyoncé do Pará" começou a atingir popularidade no restante do país, apresentando o gênero no Domingão do Faustão pela primeira vez. Em 2011, em função da ampla divulgação do estado do Pará perante todo o Brasil, foi apresentada uma proposta de lei ao então governador do Estado, Simão Jatene, para que o estilo fosse reconhecido como Patrimônio Cultural do Pará. Em 2011 a Banda Uó, originária de Goiás, despontou como o principal expoente do gênero nas rádios e na televisão ao investir na produção de videoclipes com grandes diretores e alta verba, conquistando um contrato com a Deckdisc, chegando a vencer o MTV Video Music Brasil 2011.

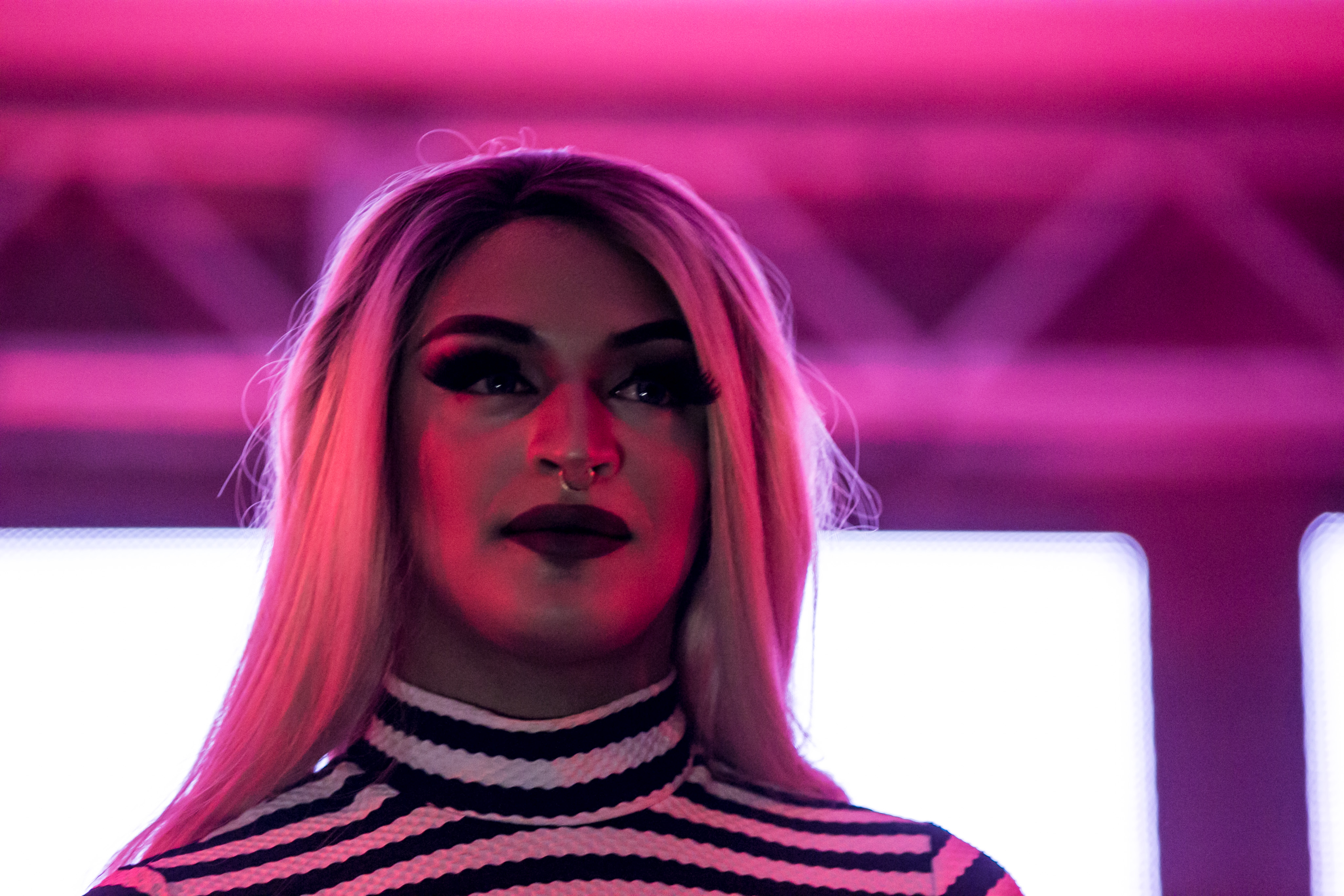
Pabllo Vittar aderiu ao tecnobrega durante sua carreira

Nos anos seguintes a banda disseminou o tecnobrega com os álbuns Me Emoldurei de Presente Pra Te Ter (2011), Motel (2012) e Veneno (2015). Paralelamente, Gaby colocou a faixa "Ex Mai Love" como tema de abertura da telenovela "Cheias de Charme", sendo a primeira vez que um tecnobrega atingia tal posto. Já em 2013, foi reconhecido como patrimônio artístico e cultural do Pará, durante o então governo estadual de Simão Jatene (sancionou Lei 7.708) por unanimidade em 10 de abril na Assembleia Legislativa do Pará (Alepa). Em 2021, a classificação de patrimônio foi estendida a todo o gênero do brega-paraense, incluindo todas as suas vertentes.
Em 2017 Pabllo Vittar passou a também utilizar o gênero em seu álbum Vai Passar Mal.
A faixa "Corpo Sensual" conquistou boas posições dentro da Billboard Brasil e foi certificado como diamante pelo Pro-Música Brasil.

## A dança
O tecnobrega tradicionalmente é dançado em pares, sendo uma dança malandra e sensual (menos erótica que o funk), onde o ponto forte do seu repertório coreográfico é o gingado e a malemolência. Características historicamente presentes na cena cultural brasileira desde o século XIX com gêneros periféricos como o lundu e o maxixe, que começaram a quebrar a solenidade da música no país, herança da música erudita europeia.